# Piotr Skurzyński

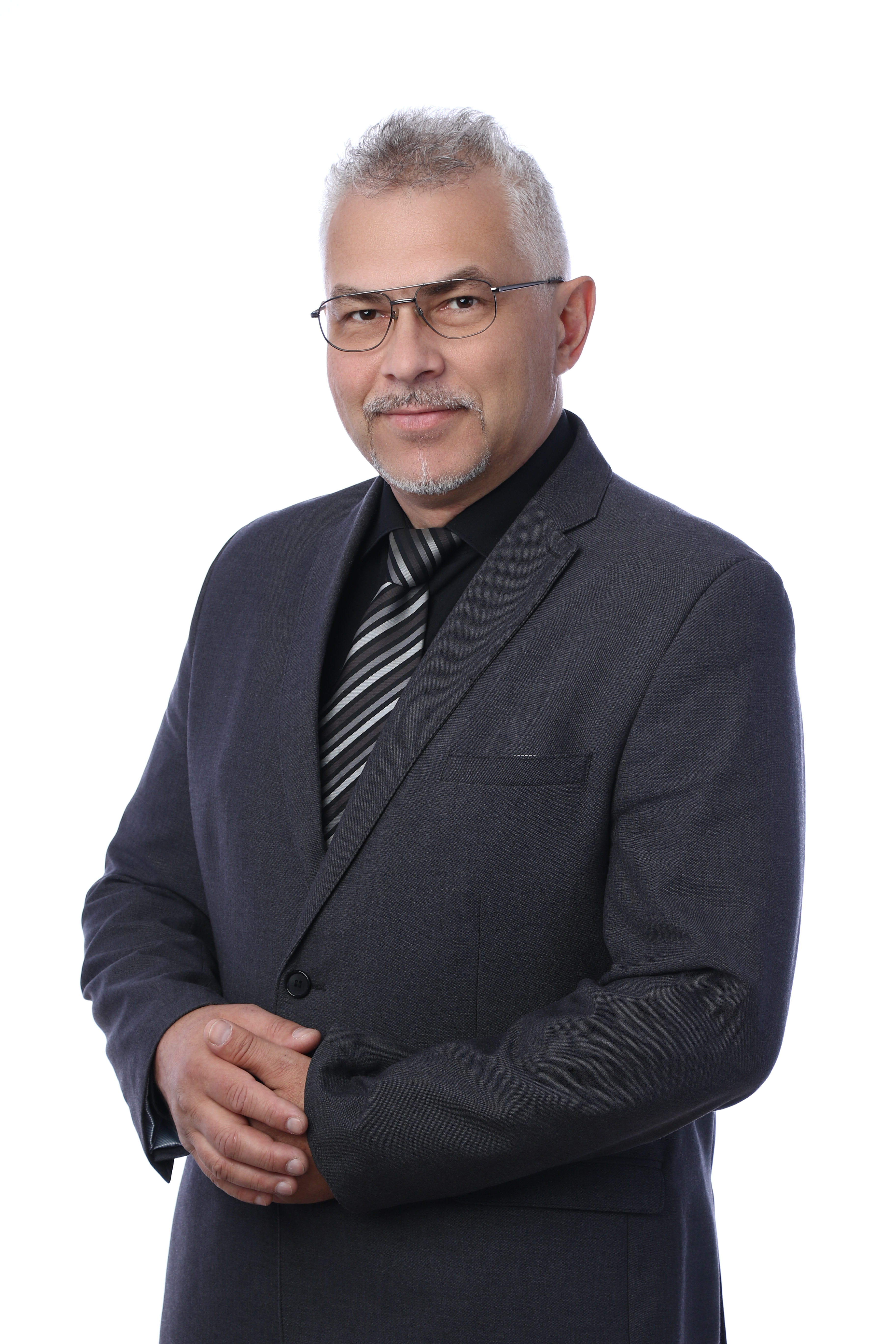
Piotr Skurzyński

Piotr Grzegorz Skurzyński (ur. 1966) – dziennikarz, prawnik, pisarz, autor kilkunastu publikacji turystycznych i popularnonaukowych, pracownik samorządowy, manager w przedsiębiorstwie energetycznym. Od lutego 2016 jest kierownikiem Wejherowskiego Biura Powiatowego Agencji Restrukturyzacji i Modernizacji Rolnictwa.
Otrzymał kilkanaście nagród w konkursach literackich. Jest autorem esejów i opowiadań, opublikowanych w „Toposie” i antologiach pokonkursowych.

## Wybrane publikacje
- Ziemia Chełmińska, Gdynia: Wydawnictwo Region
- Zamki nad dolną Wisłą, Gdynia: Wydawnictwo Region
- Zamki Kaszub i Pomorza Środkowego, Gdynia: Wydawnictwo Region
- Dzieje architektury polskiej, Warszawa: Wydawnictwo Egmont Polska, 2007.
- Historia Polski dla dzieci, Poznań: Podsiedlik-Raniowski i Spółka, cop. 2000.
- Rycerze polscy, Poznań: Podsiedlik-Raniowski i Spółka, cop. 2000
- Mity, Warszawa: Egmont 2007
- Pomorze, Warszawa: Wydawnictwo Muza, 2007